# Paradejeania xenisma
Paradejeania xenisma là một loài ruồi trong họ Tachinidae.